# چبیکوو، وئیودشیپ پومرانیان
چبیکوو، وئیودشیپ پومرانیان (به لاتین: Trzebiechowo, Pomeranian Voivodeship) یک سکونتگاه مسکونی در لهستان است که در Gmina Osiek, Pomeranian Voivodeship واقع شده‌است.

## خصوصیات
چبیکوو ۳۲ نفر جمعیت دارد.